# Białobrzegi (gromada w powiecie lipskim)
Białobrzegi – dawna gromada, czyli najmniejsza jednostka podziału terytorialnego Polskiej Rzeczypospolitej Ludowej w latach 1954–1972.
Gromady, z gromadzkimi radami narodowymi (GRN) jako organami władzy najniższego stopnia na wsi, funkcjonowały od reformy reorganizującej administrację wiejską przeprowadzonej jesienią 1954 do momentu ich zniesienia z dniem 1 stycznia 1973, tym samym wypierając organizację gminną w latach 1954–1972.
Gromadę Białobrzegi z siedzibą GRN w Białobrzegach utworzono – jako jedną z 8759 gromad na obszarze Polski – w powiecie iłżeckim w woj. kieleckim, na mocy uchwały nr 13k/54 WRN w Kielcach z dnia 29 września 1954. W skład jednostki weszły obszary dotychczasowych gromad Baranów, Białobrzegi i Jarentowskie Pole (bez wsi Chałupki) ze zniesionej gminy Chotcza oraz obszary dotychczasowych gromad Kolonia Boiska i Boiska ze zniesionej gminy Dziurków w tymże powiecie; ponadto lasy państwowe nadleśnictwa Lipsko, oddziały nr 38 do 48. Dla gromady ustalono 18 członków gromadzkiej rady narodowej.
1 stycznia 1956 gromada weszła w skład nowo utworzonego powiatu lipskiego w tymże województwie.
31 grudnia 1961 gromadę zniesiono, a jej obszar włączono do gromad Wola Solecka (wieś i kolonię Białobrzegi oraz tereny byłego folwarku Lipianki), Solec (wieś i kolonię Boiska oraz kolonię Boiska pod Lasem) i Chotcza (wsie Baranów i Jarentowskie Pole oraz kolonię Dębiny).